# Randia mendozae
Randia mendozae är en måreväxtart som beskrevs av Ined.. Randia mendozae ingår i släktet Randia och familjen måreväxter. Inga underarter finns listade i Catalogue of Life.